# Oupu (sockenhuvudort i Kina, Heilongjiang Sheng, lat 52,78, long 126,06)
Oupu (kinesiska: 鸥浦, 鸥浦乡) är en sockenhuvudort i Kina. Den ligger i provinsen Heilongjiang, i den nordöstra delen av landet, omkring 780 kilometer norr om provinshuvudstaden Harbin. Antalet invånare är 1 492. Befolkningen består av 733 kvinnor och 759 män. Barn under 15 år utgör 14,0 %, vuxna 15-64 år 78 %, och äldre över 65 år 6,0 %.
Trakten runt Oupu är nära nog obefolkad, med mindre än två invånare per kvadratkilometer. I omgivningarna runt Oupu växer i huvudsak blandskog.